# عصر ما
عصر ما نشریه‌ای بود که از ۲۷ مهر ۱۳۷۳ تا هنگام توقیف به عنوان ارگان رسمی سازمان مجاهدین انقلاب اسلامی ایران به مدیرمسئولی محمد سلامتی و سردبیری محسن آرمین منتشر می‌شد.
دوهفته‌نامه عصرما که معمولاً در هشت برگ به چاپ می‌رسید، عمدتاً شامل تحلیل‌هایی انتقادی از مسائل سیاست داخلی و اقتصاد سیاسی کشور بود. عصر ما در دوران پیش از انتخابات دوم خرداد به همراه روزنامه سلام تنها رسانه تبلیغاتی و ابزار سیاسی بود که در اختیار گروه‌های موسوم به خط امام و جناح چپ قرار داشت.
سعید حجاریان یکی از مهمترین اعضای تحریریه عصر ما بود که بسیاری از نوشته‌های خود را بدون ذکر نام یا با نام مستعار در این نشریه به چاپ می‌رساند. او در سال ۱۳۷۹ مجموعه مقالات منتشره خود در عصر ما را در کتابی به نام «جمهوریت؛ افسون‌زدایی از قدرت» به چاپ رساند.